# Pxem

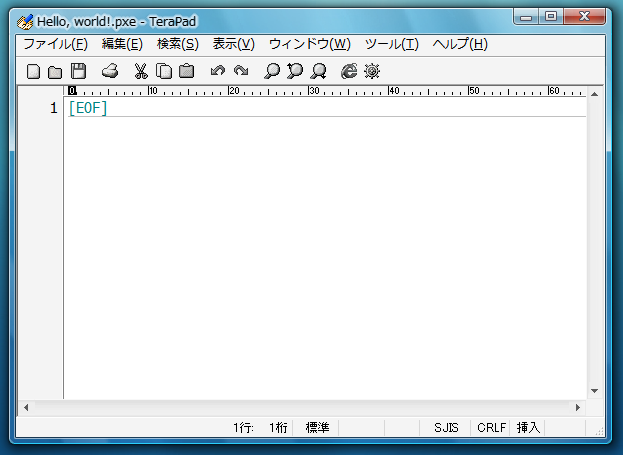
PxemによるHello, worldプログラム。ファイルの中身には何も記述されてないが、このファイル名のファイルで実行が可能である。

Pxemは2008年にぬこによって作られたジョーク向け難解プログラミング言語である。実用言語ではない。
なお、「Pxem」と言う名前については、特に意味は無く、ただキーボードで打ちやすいというだけである。
ファイル名をもコードとして解釈する特徴により、0バイトでのプログラミングを可能にするとして紹介されている。元々はコードゴルフ用に設計された。
本家ページにアクセスできなくなる2012年頃までは本家ページでC++により開発されたインタプリタが公開されていた。その後約6年間、そのインタプリタの入手が不可能となっていたが、2018年9月に、作者のブログにおいてオリジナルインタプリタのソースコードが再公開された。

## 言語仕様
Pxemのプログラムは、二つのレジスタを持つ仮想機械で処理される。片方は整数型のスタック、もう片方は同じく整数型で、データを保持しているかどうかを区別し、ただ一つの値を保持する一時領域用のレジスタである。プログラム起動時、どちらも空の状態で初期化される。
このプログラミング言語はファイル名をメインルーチン、ファイルの中身をサブルーチンとして解釈する。そのため最初はファイル名の最初の文字から順に実行される。ファイル名の最後まで実行、またはファイル名上の終止コマンド.dを実行した際にプログラムが終了される。この際ファイルの中身を処理するコマンドがファイル名にない、または実行されないとファイルの中身は無視される。
ファイル名上でサブルーチン実行コマンド.eを実行すると新たな仮想機械が作成され、その機械上でサブルーチンが実行される。この際、その機械のレジスタについて、
- スタックは元の機械のスタックからコピーされる。
- 一時領域用のレジスタは何も保持されない状態で初期化される。

サブルーチンの処理終了は終止コマンド.dが実行される場合、またはファイルの中身を解釈し終えた場合に行われる。サブルーチン終了時、前の仮想機械上でサブルーチン呼び出し元のルーチンを処理する。この際、呼び出されたサブルーチンを処理していた仮想機械について、
- スタック内のデータは元の機械のスタックに、底から最上位までの順にプッシュされる。
- 一時領域用のレジスタのデータは破棄される。

コマンドである部分が解釈される際、それより前にコマンド以外の部分がある場合、その部分が文字列として解釈され、スタックに逆順にプッシュされる。
例えばファイル名がHello, world!.pxeであるファイルでインタプリタを実行した場合は、コマンドである部分は.pの部分で、それより前のHello, world!という部分が文字列として解釈され、スタックに!、d、l、r、o、w、 、,、o、l、l、e、H、の順にプッシュされる。その後、.pというコマンドは「スタックが空になるまでポップし、ポップした値を文字として出力する」ため、結果として"Hello, world!"と出力される。なお、.pxeのxeもスタックにプッシュされるが、そのままプログラムが終了する。

### 制御構造
制御構造として条件制御ループのみが使用できる。それらの内容は次の通りである。
| コマンド | 処理内容 | C言語での表現                                                                                              |
| -------- | --- | --- |
| .w、.a   | スタック内に何もない、またはスタックから値を一つポップしてその値がゼロでない間、その二コマンド間の処理内容を実行し続ける。                                                         | while(stackIsEmpty()\|\|stackPop()!=0){ // 処理内容 }                                                      |
| .x、.a   | スタック内に値が一つだけある、スタック内に何もない、またはスタックから値を二つポップ（ポップした順にx、yとする）してxがyより小さい間、その二コマンド間の処理内容を実行し続ける。   | while(1){ if(stackHasMoreThanTwo()){ int x=stackPop(); int y=stackPop(); if(!(x<y)) break; } // 処理内容 } |
| .y、.a   | スタック内に値が一つだけある、スタック内に何もない、またはスタックから値を二つポップ（ポップした順にx、yとする）してxがyより大きい間、その二コマンド間の処理内容を実行し続ける。   | while(1){ if(stackHasMoreThanTwo()){ int x=stackPop(); int y=stackPop(); if(!(x>y)) break; } // 処理内容 } |
| .z、.a   | スタック内に値が一つだけある、スタック内に何もない、またはスタックから値を二つポップ（ポップした順にx、yとする）してxがyと等しくない間、その二コマンド間の処理内容を実行し続ける。 | while(1){ if(stackHasMoreThanTwo()){ int x=stackPop(); int y=stackPop(); if(x==y) break; } // 処理内容 }   |

### 演算
算術演算を行う五つのコマンドが利用可能で、それらは.+、.-、.!、.$、.%（順に加算、減算、乗算、除算（商を得る）、剰余演算）である。どれも、スタック最上位二つのデータに関して行われ、結果がスタックにプッシュされる。このうち減算、除算、剰余演算はどちらが上位にあるのかに関係なく、大きい値を小さい値で減算、除算、剰余演算する。またゼロ除算については明確な仕様がない。

### 乱数
乱数を生成するコマンドとして.rが利用可能である。

## 実例

### Hello, worldを出力する場合
Hello world を出力するには、ファイル名をHello, world!.pxeとする。ファイルの中身は任意。このためファイルのサイズを0とすることも可能である。

### Fizzbuzzを出力する場合
Fizzbuzz を出力するには、ファイル名をak.-akbuzz.-ak4.-akfizz.-ak2.-1.p05.-.tab.z01.-.c.m.+.c.t05.-.%.w.s01.-.m03.-.%.W.s.m.nak.-.p00.-.c.c.c.a.wak.-fizz.p00.-.c.c.a.a.w01.-.m03.-.%.w.sak.-buzz.p00.-.c.c.a.wak.-fizzbuzz.p00.-.c.a.a.md2.-02.-.!.a.d.pxeとする。ファイルの中身は任意である。

## 実装
Pxemのインタプリタはもともと、設計者のページで"pxemi.exe"として公開されていた。同ページのサイト消失後は新たなサイトでソースコードが配布されている。
また、コードジェネレータ"text2pxem.pl"も配布されていた。こちらはテキストファイルをPxemのコードファイルに変換するツールである。こちらも、新たなサイトで配布されている。